# یددار کردن هیدرازون
یددار کردن یا یدیناسیون هیدرازون (به انگلیسی: Hydrazone iodination) یک واکنش آلی است که در آن یک هیدرازون طی واکنش با ید و یک باز غیر هسته‌دوست مانند DBU به یک وینیل یدید تبدیل می‌شود. این واکنش برای اولین بار توسط درک بارتون در سال ۱۹۶۲ توصیف شد.
شواهد اولیه که منجر به کشف این واکنش شد به سال ۱۹۱۱ و آزمایشاتی که توسط ویلند و روزئو انجام شد بر می‌گردد. آن‌ها واکنش هیدرازون‌ها با ید به تنهایی (بدون باز) که منجر به تولید دیمر آزینی می‌شود را به شکل زیر گزارش کردند. (ساختار ۲ در طرح ۱).
در نسخهٔ اصلی گزارش شده توسط بارتون، واکنش با استفاده از یک باز قوی گوانیدینی، افزایش معکوس هیدرازون به محلول ید و با حذف آب بهینه شد.
هنگامی که ید به‌عنوان یک الکترون‌دوست با سلنیل برومیدهای آروماتیک جایگزین می‌شود، وینیل سلنیدهای مربوطه به دست می‌آیند:

## سازوکار واکنش
سازوکار پیشنهادی در نسخه اصلی بارتون به شرح زیر است:
هیدرازون توسط ید اکسید می‌شود و به یک دی‌آزو واسطه تبدیل می‌شود. در مرحله بعد، ید به عنوان یک الکترون‌دوست واکنش می‌دهد. سپس جابجایی نیتروژن، یک یون یدوکربونیوم تولید می‌کند. هنگامی که محل واکنش به‌طور فضایی مسدود نمی‌شود، یدید دوم می‌تواند دوباره ترکیب شود تا دی‌یدید ژمینال را تشکیل دهد. در غیر این صورت یک واکنش حذفی منجر به ایجاد وینیل‌یدید می‌شود. هنگامی که آب وجود دارد، محصول واکنش می‌تواند به کتون برگردد.
این واکنش شباهت‌هایی به واکنش شاپیرو دارد.

## همچنین ببینید
- واکنش شاپیرو